# El árbol viejo
El árbol viejo es una escultura realizada en 1885 por Auguste Rodin, un año después de que se abriera el Salón de los Independientes. La obra formó parte de su proyecto La puerta del infierno.

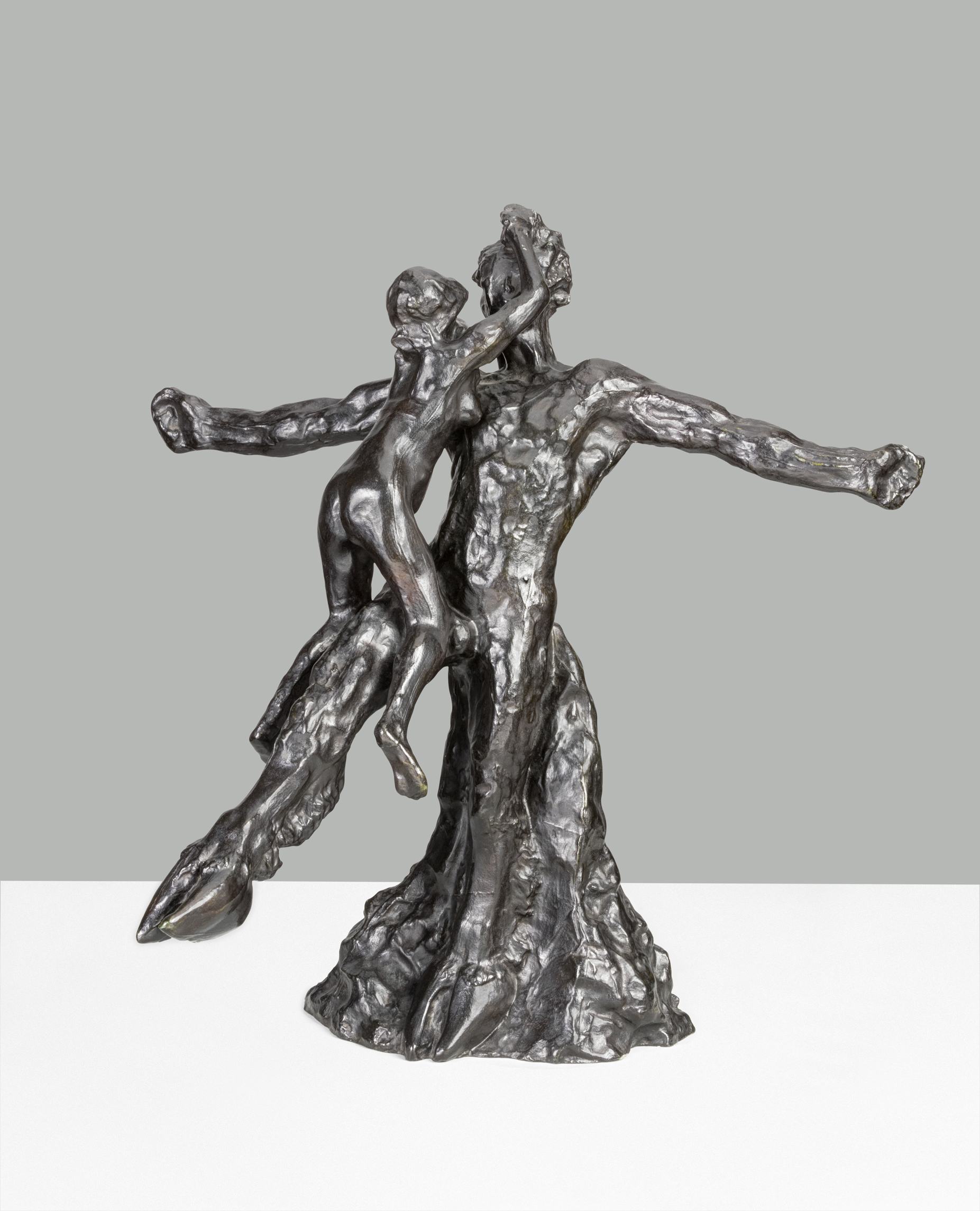
7022 El-árbol-viejo-1

## Descripción
La escultura representa a una mujer desnuda y joven sujetándose del hombre-árbol y viejo, por lo que puede definirse como una obra de opuestos: hombre-mujer, juventud-vejez, suavidad-rugosidad, etc. Fue fundido por la casa Georges Rudier con bronce de patina negra y verde. Sus medidas son 39.3x38.4x27 cm.

## Recepción
En 1900, la obra fue presentada en el Pabellón del Alma y el Salón de la revista La Plume. Felicien Fagus escribió en la revista La Revue Blanche:

A la vez hombre, animal y vegetal [...] velludo y agrietado, con ramas y hojas, en el cual podemos reconocer a Mercurio y a una pequeña divinidad silvestre, burlona y familiar, que no es otra que Pequeña Fauna, y alejada de los temas mitológicos, [Rodín] veía el símbolo de una fe absoluta en la naturaleza como sustancia misma de la vida.